# イェニ・エスキシェヒル・スタデュム
イェニ・エスキシェヒル・スタデュム(Yeni Eskişehir Stadyumu)、エスキシェヒル・イェニ・アタテュルク・スタデュム(Eskişehir Yeni Atatürk Stadyumu)は、トルコのエスキシェヒルにあるサッカースタジアムである。
エスキシェヒルスポルが2016年まで使用したエスキシェヒル・アタテュルク・スタデュムに代わる新ホームスタジアムとして使用する。

## 概要
2013年8月23日にスタジアムで起工式典が行われた。
2016年11月20日に新しいスタジアムで最初の試合として、TFF1.リグのエスキシェヒルスポル対イェニ・マラティヤスポル戦が行われ、エスキシェヒルスポルが2-0で勝利した。
2017年3月17日にレジェップ・タイイップ・エルドアン大統領が参加し、公式の開場式典が開催された。同年3月27日に初の代表戦となるトルコ代表対モルドバ代表の親善試合が行われ、トルコが3-1で勝利した。9月5日には初の公式戦となる2018 FIFAワールドカップ・ヨーロッパ予選のクロアチア代表戦が行われた。